# Мул
Мул (лат. mūlus) — результат скрещивания осла и кобылы. Термин «мул» первоначально применялся к отпрыску любых двух животных разных видов — к тому, что в настоящее время называется «гибридом».
По внешним признакам мул представляет нечто среднее между лошадью и ослом; по величине почти равен лошади и похож на неё строением тела, но отличается формой головы, бёдер и копыт, длиной ушей и короткими волосами у корня хвоста; по цвету шерсти похож на мать, по голосу — на отца (осла). Преимущества мула заключаются в большой выносливости и тягловой силе.
Мула следует отличать от лошака — гибрида жеребца и ослицы. Мулы изредка участвуют в скачках. Мулов легче разводить, и обычно они крупнее лошаков. Также смертность среди мулов гораздо ниже. Самцы мулов и лошаков бесплодны, как и большинство самок (известны несколько случаев получения приплода от спаривания самок мулов с жеребцами и ослами). Это происходит из-за разного количества хромосом: у лошадей 64 хромосомы, а у ослов 62. Основная масть мула определяется мастью кобыл. встречается ,,куммул" 
Отличаются большей, чем лошади, продолжительностью жизни (живут до 40 лет), меньшей восприимчивостью к заболеваниям, нетребовательностью к корму и уходу. По работоспособности различают два типа мулов — вьючный и упряжной. Высота в холке вьючных животных 110—140 см; упряжных до 160 см. Вьючные мулы весят 300—400 кг; упряжные — 400—600 кг. Тяговое усилие в зависимости от характера работы и индивидуальных особенностей составляет 18—20 % от их веса. Как правило, всех мулов-самцов кастрируют в возрасте 1,5—2 лет. К работе начинают приучать с 2 лет; с полной нагрузкой они работают с 4 лет. Методы содержания взрослых животных и молодняка в муловодстве в основном те же, что в коневодстве.
Муловодство развито в странах Азии, Африки, юга Европы, Северной и Южной Америки. Мировое поголовье мулов в 1960—1965 годах — 13,8 млн голов, в 1971 году — 14,7 млн. В СССР мулов разводили в Закавказье и Средней Азии. На 1 января 1941 года в СССР насчитывалось 6,3 тыс. голов, в 1965 году — 3,4 тыс., в 1971 году — 3,2 тыс.